# 泰勒·弗勞爾斯
柯爾·泰勒·弗勞爾斯（英語：Cole Tyler Flowers，1986年1月24日—），為美國職棒大聯盟的捕手，生涯曾效力過白襪與勇士兩隊。2005年美國職棒大聯盟選秀，弗勞爾斯在第33輪被勇士隊選中。

## 職業生涯

### 亞特蘭大勇士
2005年大聯盟選秀，勇士隊在第33輪選進弗勞爾斯。他在勇士隊待了3年，最高層級上到高階1A。

### 芝加哥白襪

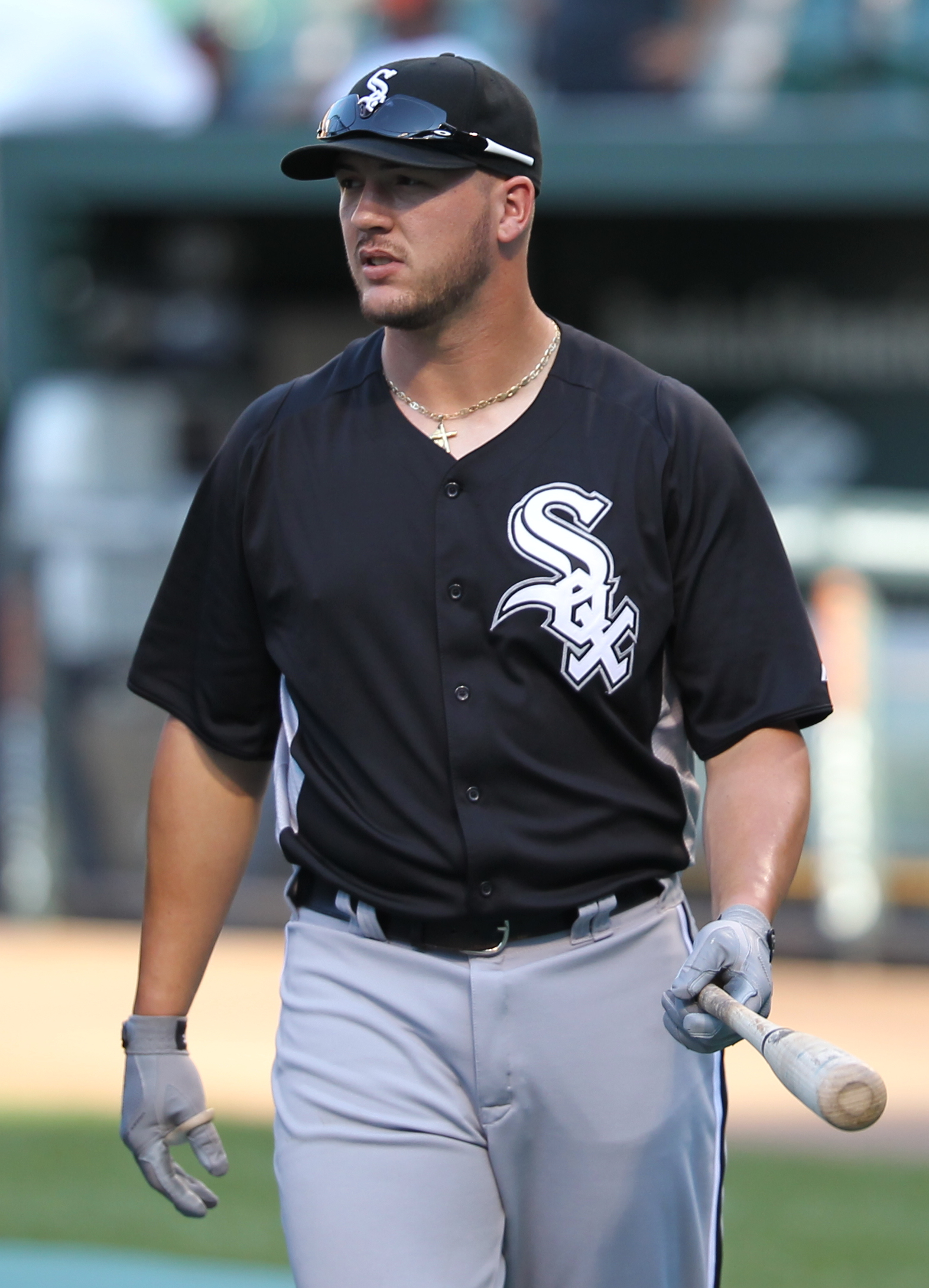
2011年的弗勞爾斯

2008年12月4日，弗勞爾斯、Brent Lillibridge、Jonathan Gilmore和Santos Rodriguez一同被交易到白襪，勇士換來哈維爾·巴斯克斯和布恩·羅根。
2009年，他在2A及3A繳出2成97的打擊率，另敲出15轟與56分打點。最後他在9月3日登上大聯盟，並在9月19日敲出大聯盟首安。該年他的打擊率為1成88。2010年，弗勞爾斯幾乎都待在3A。他整季只在大聯盟出賽8場比賽，敲出1支安打。
2011年，弗勞爾斯在上半季還是都待在小聯盟。後來隊上兩名捕手Ramón Castro與A·J·皮爾辛斯基都接連受傷，弗勞爾斯也獲得上場機會。他在8月13日敲出大聯盟首轟，8月28日敲出生涯首發滿貫砲。
隨著皮爾辛斯基在2012年季末離隊，弗勞爾斯也在2013年成為球隊的先發捕手。然而他在休賽季受傷影響進攻能力，因此球隊讓新秀喬許·菲格利成為主戰捕手，弗勞爾斯則成為替補。最後他在9月進行手術導致整季報銷，之後他也和球隊續簽1年95萬美元的合約。2014年5月26日，他因為和主審爭論好球帶，導致他生涯首次被驅逐出場。該年他的打擊率為2成41，並敲出15轟與50分打點。
2015年1月16日，他和白襪續簽1年267萬5000美元的合約。4月25日，他因為和皇家隊球員發生肢體衝突導致被聯盟罰款，不過並未收到禁賽處分。這年他的傳球臂力是全聯盟最差，因此白襪隊季末不選擇續約，弗勞爾斯投身自由市場。

### 重返亞特蘭大
2015年12月16日，勇士隊和弗勞爾斯簽下2年530美元的合約。2016年7月，他在比賽中被觸身球擊中左手，結果他選擇硬撐上場，導致手傷持續惡化。他也因此在明星賽週養傷，並一路到8月中才回歸。這年他的阻殺率只有3%，60次被盜壘只抓到跑者3次。
儘管傷勢並未完全痊癒，弗勞爾斯仍然一路出賽到8月底。雖然他在9月復出，但是他又在13日的比賽中被觸身球擊中。該年他的傳球臂力可說是聯盟最差，盜壘阻殺率為23%。球隊在球季末執行弗勞爾斯的選擇權，他在2018年8月28日和球隊簽下1年400萬美元的延長合約。
2018年，他的打擊率為2成27，並敲出8轟與30分打點。傳球臂力與阻殺率比起前一年相差無幾。
2019年，他的打擊率為2成29，並敲出11轟與34分打點。該年他發生16次捕逸，為全聯盟最多。球季結束後他和球隊續簽1年400萬美元的合約。
2020年，他的打擊率為2成17，並敲出1轟與5分打點。球季結束後，他成為自由球員。
2021年5月4日，弗勞爾斯和球隊簽下小聯盟約。不過他發現自己背部出現椎間盤退化性疾病，因此最終他在5月14日宣布退休。

## 個人生活
弗勞爾斯目前已婚，並育有5名子女。

## 外部連結
- 球員資訊和成績在MLB ，ESPN ，Retrosheet ，Baseball Reference ，Baseball Reference (Minors) ，Fangraphs ，The Baseball Cube （英文）